# Кока (Сіґа)

Ко́ка (яп. 甲賀市, こうかし, МФА: [koːka ɕi̥]?) — місто в Японії, в префектурі Сіґа. Розташоване в південній частині префектури, у західного підніжжя гірського хребта Судзука, у басейні річки Ясу.   Виникло на основі середньовічних призамкових поселень дрібної самурайської знаті, а також сіл диверсантів і шпигунів ніндзя. Отримало статус міста 2004 року. Площа становить 481,69 км². Станом на 1 серпня 2011 року населення складало 92 658  осіб, густота населення — 192 осіб/км².  Основою економіки є сільське господарство, лісова промисловість, фармацевтична промисловість, харчова промисловість, комерція. Традиційні ремесла — виробництво сіґарацької кераміки та іграшок. В місті розташовані префектурний музей «Ліс кераміки», музей Міхо, музеї ніндзя Кока, замок Мінакуті, численні синтоїстські святилища. 

## Історія
У середньовіччі на території Кока, відомої в ті часи як Коґа, існувала потужна мережа організацій місцевих ніндзя — коґівців. Вони зберігали відносну автономію від центральних властей до 19 століття. Їхні поселення довгий час служили притулком для політичних біженців. Пам'ять про предків-шпигунів закарбована в емблемі міста — стилізованому зображенні першого ієрогліфа назви міста — 甲 (ко), що утворений чотирипроменевою зіркою-сюрікеном, метальною зброєю ніндзя.
Засноване 1 жовтня 2004 шляхом об'єднання містечок повіту Кока — Мінакуті, Цутіяма, Кока, Конан, Сіґаракі